# Antonino Pietro Gullotti
Antonino Pietro Gullotti dit Nino (Ucria, 14 janvier 1922 – Rome, 9 août 1989) est un homme politique italien.
Homme fort de la Démocratie chrétienne en Sicile, il est député de 1958 à sa mort et ministre sans discontinuer de 1972 à 1979, puis de 1983 à 1987.

## Biographie
Secrétaire provincial de la DC à Messine à partir de 1951, puis secrétaire régional pour la Sicile et conseiller national en 1954, il intègre la direction centrale de la DC en 1960.
Partisan d'Amintore Fanfani, il dirige avec Giovanni Gioia la Démocratie chrétienne sicilienne qu'ils rapprochent tous deux des pouvoirs mafieux, au détriment des anciennes forces du bloc agraire (monarchistes et libéraux).
Il est parmi les fondateurs du courant dorothéen en 1958, puis se rapproche progressivement d'Aldo Moro et de Benigno Zaccagnini, puis plus tard de Ciriaco De Mita.
Il est successivement nommé ministre des Travaux publics (1972), des Participations de l'État (1973), de la Santé (1975) — la première loi contre le tabagisme est votée le 11 novembre 1975 —, des Travaux publics (1976), des Postes et Télécommunications (1978).
Nommé secrétaire national adjoint de son parti en 1979, il est ministre du Patrimoine culturel de 1983 à 1987.
Sa sœur a épousé le sénateur DC Luigi Genovese, natif également d'Ucria. Son neveu Francantonio Genovese a été maire centriste de Messine sous l'étiquette de La Margherita.

## Distinctions
- Médaille d'or du mérite de la culture et de l'art, 28 novembre 1988[3].